# Lucius Aurelius Orestes (Konsul 157 v. Chr.)
Lucius Aurelius Orestes war ein römischer Politiker und Konsul im 2. Jahrhundert v. Chr.

## Herkunft und familiäres Umfeld
Lucius Aurelius Orestes gehörte einem Nebenzweig der gens Aurelia an, einer seit dem 3. Jahrhundert v. Chr. auftretenden bedeutenden plebejischen Familie der Nobilität, deren Hauptzweig die Aurelier mit dem Cognomen Cotta war. Sie stellte bis ins 1. Jahrhundert n. Chr. zahlreiche Konsuln. Aus dieser Familie, die auch den Bau der via Aurelia von Rom nach Pisa initiierte, stammte auch Cäsars Mutter Aurelia.

## Leben und politische Laufbahn
Lucius Aurelius Orestes war der Sohn und Enkel jeweils eines Lucius, die beide nicht näher zu identifizieren sind, da die aurelische Gens sich auf wenige, immer wieder verwendete Vornamen (Gaius, Lucius, Marcus) beschränkte. Er dürfte gegen Ende des 3. Jahrhunderts v. Chr. geboren worden sein, da er 157 v. Chr. Konsul wurde und nach den Bestimmungen für die Ämterlaufbahn zu diesem Zeitpunkt mindestens 43 Jahre alt sein musste.
Über Aurelius’ frühe Ämterlaufbahn ist nichts Näheres überliefert. Um 163 v. Chr. wurde er mit Gnaeus Octavius und Spurius Lucretius als Gesandter des Senats nach Syrien geschickt. Um 160 v. Chr. amtierte er als Prätor. Zusammen mit Sextus Iulius Caesar wurde er 157 v. Chr. zum Konsul gewählt. Danach wurde er 148 v. Chr. in diplomatischer Mission vom Senat nach Griechenland geschickt. Rom lag zu dieser Zeit mit Makedonien und dessen König Perseus im Krieg. Der Achaiische Bund, eine Vereinigung zahlreicher griechischer Stadtstaaten, hatte sich gegen Rom erklärt.
Orestes hatte die Forderungen des Senats zu überbringen, wonach der Bundesstaat der Achaier in einen Staatenbund umzuwandeln sei und Sparta, Roms Verbündeter, dem Bund nicht mehr angehören sollte. Orestes trug diese Forderungen des Senats in Korinth auf der Bundesversammlung des Achaiischen Bundes vor und wurde von den Achaiern dafür übel misshandelt. Das führte zum Krieg gegen die Achaier, an dem auch Orestes zwei Jahre später als Begleiter des römischen Feldherrn und Konsuls Lucius Mummius Achaicus teilnahm, der Korinth 146 v. Chr. eroberte und zerstörte.
Über das weitere Wirken des Orestes und sein Todesdatum ist nichts überliefert. Sein Sohn Lucius Aurelius Orestes wurde im Jahre 126 v. Chr. ebenfalls Konsul.